# Esparragosa de la Serena
Esparragosa de la Serena es un municipio español, perteneciente a la provincia de Badajoz (comunidad autónoma de Extremadura). Pertenece a la comarca de La Serena y al partido judicial de Castuera.

## Geografía física

### Ubicación
A unos 5 kilómetros hacia el oeste, se encuentra Zalamea de la Serena; a la misma distancia aproximadamente, al noroeste, está Malpartida de la Serena; a unos 7 kilómetros, al este, se sitúa Puerto Hurraco y a unos 11 kilómetros, al noreste, se ubica Castuera. Por esta localidad pasa el río Guadalefra; la sierra del Oro se sitúa al otro lado del pueblo.
Esparragosa de la Serena, está situada en la parte más oriental de la provincia de Badajoz, lindante con la de Córdoba. Está asentada sobre la penillanura pizarrosa de la Comarca de la Serena. A unos 5 kilómetros hacia el oeste, se encuentra Zalamea de la Serena; a la misma distancia aproximadamente, al noroeste, está Malpartida de la Serena; a unos 7 kilómetros, al este, se sitúa Puerto Hurraco y a unos 11 kilómetros, al noreste, se ubica Castuera, capital del partido judicial. Predomina un paisaje característico de llamativas serranías que se erigen sobre amplias zonas de dehesas de encinares, alternándose con extensiones de cultivo de vid y olivar. Goza de un clima Mediterráneo Subtropical con inviernos suaves y veranos secos y calurosos. 
Entre los cursos de agua, destacan el río Guadalefra y su afluente, el arroyo Cagancha, además de algunas charcas, lagunas y fuentes que antiguamente surtían de agua a la localidad. 

### Fauna y flora
Es un territorio excelente para aves rapaces o migratorias, como la Cigüeña, sin faltar a su cita anual el paso de grullas en otoño e invierno. En sus serranías, como la sierra del Oro, y dehesas, abundan los venados, jabalíes, liebres, perdices y conejos, convirtiéndose esta zona y comarca en lugares preferidos por los amantes de los deportes cinegéticos. 
La formación vegetal autóctona es de bosque mediterráneo representado por la encina y el alcornoque, junto a otras especies que componen el matorral como la jara, acebuche, cantueso, etc.

## Historia
A la caída del Antiguo Régimen la localidad se constituye en municipio constitucional en la región de Extremadura. Desde 1834 quedó integrado en el partido judicial de Castuera. En el censo de 1842 contaba con 287 hogares y 1210 vecinos.

## Demografía
Esparragosa de la Serena cuenta con una población de 933 habitantes (INE 2024).
| Gráfica de evolución demográfica de Esparragosa de la Serena entre 1842 y 2021                                        |
| |
| Población de derecho según los censos de población del INE. Población de hecho según los censos de población del INE. |

## Actividad económica
En cuanto a la agricultura, son significativos el olivo, la vid y cereales como el trigo y la cebada, dedicados principalmente como alimento a las explotaciones ganaderas; en lo que respecta a la ganadería, el ganado porcino y ovino son los más importantes. Al igual que en la comarca, es habitual la recogida del espárrago silvestre para consumo propio.
Muy conocido es el buen vino que se elabora de forma artesanal como vino de pitarra así como los elaborados en las bodegas industriales, estos últimos con alto grado de calidad etnológica. Destacable sus aceites de oliva virgen, integrados dentro de la denominación de origen de " aceites monterrubio de la serena"

## Patrimonio
Destacan la iglesia parroquial católica bajo la advocación de Santa María Magdalena, en la archidiócesis de Mérida-Badajoz. Edificio que data del siglo XVI, así como varias Casas Solariegas, la ermita de los Mártires y un chozo antiguo que se encuentra a las a fueras de pueblo más conocido como El Chozo de la Irene.

### Arquitectura religiosa

#### Iglesia parroquial de Santa María Magdalena
La iglesia parroquial de Santa María Magdalena es el primer y más importante templo de la Villa de Esparragosa de la Serena. Ocupa un amplio solar y está ubicada en el centro del casco antiguo de la localidad. El templo actual es un edificio arquitectónico fruto de la sucesión de múltiples ampliaciones y reparos practicados, sobre una edificación de los últimos años del siglo XV y primeros del XVI. Anteriormente hubo otro templo románico sobre el que se levantó el actual. El edificio fue mandado construir por el último maestre de la Orden de Alcántara don Juan de Zúñiga y Pimentel. Se trata de una iglesia de nave única rectangular. En el siglo XVIII se amplía con una capilla de planta de cruz griega al lado del Evangelio, donde en el suelo, al frente del altar se sitúan tres lápidas con heráldica de los miembros fundadores, en granito y grabadas con texto y heráldica. Como muestras de mobiliario, destacamos el retablo barroco, obra del maestro trujillano Juan Bautista Páez, contemporáneo a la capilla, extraordinario en la comarca, al ser el único que se conserva de la época. 

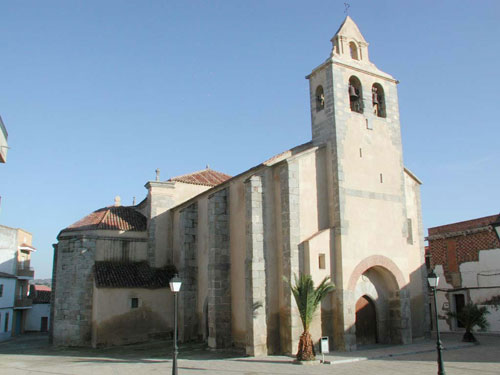
El templo es un hito que marca el centro de la población

Los orígenes de la iglesia de Santa María Magdalena son inciertos a falta de probada documentación. Por eso nos moveremos en el terreno de la hipótesis, si bien hay indicios claros y planteamientos razonables para poder llegar a una conclusión.
Cabría pensar en una modesta construcción inmediata a los tiempos de la fundación de la aldea. Respaldamos la opinión de que en los lugares donde habría un poblamiento previo, la erección de los templos cristianos fue generalmente emprendida al poco tiempo de su reconquista. Esto correspondía no sólo al deseo de convertir a la población arabizante, sino también cristianizar los lugares de culto de estos pobladores. En la Serena, donde la ocupación era escasa, se produce poco después de la Reconquista un proceso de poblamiento foráneo, castellanos, leoneses y gallegos se asientan en estas tierras. Paralelamente, fructifica un fenómeno generalizado de apariciones marianas y de hechos milagrosos que ensalzan la victoria militar de los cristianos sobre los musulmanes y fortalecen la fe de los fieles cristianos en Dios, a quien ha querido que la Cristiandad venza. Bajo el halo de la leyenda se edifican muchas ermitas y santuarios. 
Hubo en la provincia de Badajoz una inmediata cristianización o construcción de iglesias muy acusada desde los primeros momentos, en tiempos de Fernando III. Estos templos, cuyas advocaciones, según este autor, hacían referencia al día en que se consagraba, se situaban en la plaza principal, que se constituía así en el elemento vertebrador del posterior urbanismo. Esparragosa, tuvo que conformarse superponiéndose o uniéndose a las edificaciones de diverso tipo del periodo anterior, colocadas donde a cada cual le parecía mejor dentro de los espacios disponibles. La población se estructuraba según el esquema donde el núcleo originario, o su foco de desarrollo tras la ocupación cristiana, eran la iglesia o una ermita. Abogamos más por esta primera opción y no por la de la ermita de los Mártires, para la cual algunos autores la consideran como la primera parroquia de la población, sin haberse encontrado en la documentación ni con fuentes arqueológicas. La iglesia es el punto fundamental y central para la organización del caserío. Delante de ella se dispondría un amplio espacio abierto, configurando posteriormente la plaza. La primera iglesia rural del periodo posterior a la repoblación respondía a las formas edificatorias propias del estilo románico en su grado de menor pureza. Era de dimensiones reducidas, aunque de aspecto exterior sólido y macizo, reforzado con potentes estribos y contrafuertes, fábrica de sillería y mampuesto, con escasas ventanas; una sola nave con pequeño crucero, cubierto a dos aguas y un pórtico con arcos formando un pequeño atrio sobre la fachada de los pies. 
Debido a las labores de restauración que se llevaron a cabo en el templo parroquial de Santa María Magdalena entre 1996 y 1998, salieron a la luz restos de la primitiva iglesia del pueblo anterior a la que en la actualidad se impone en el centro urbano. Se tratan de tres elementos arquitectónicos que debieron formar parte de vanos y arcos que responden al estilo artístico románico por sus características y tipología estilística. 

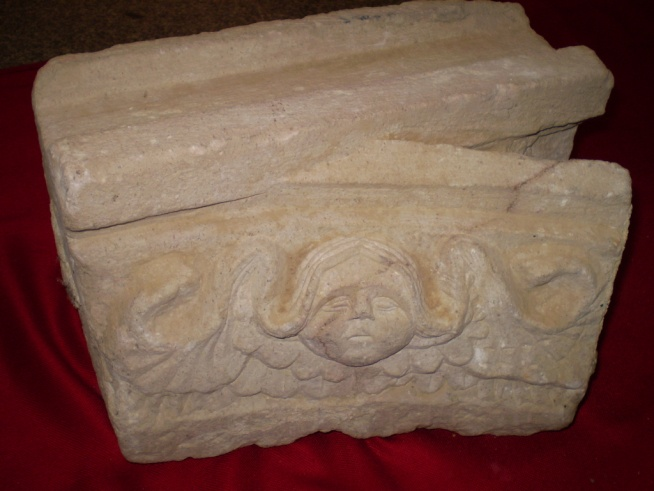
Probablemente de los siglos XIV-XV, formaron parte de estructuras de la primera parroquia que hubo en la Villa

La aparición de una pequeña ermita o capilla, no hace nada más que confirmar lo que pudo ser el asentamiento primitivo de Esparragosa. Además, no es extraño que la primera construcción estable fuera una iglesia. Estas estructuras se complementan con un capitel conservado y que formaba parte de la antigua cruz de Santiago que se localiza en la zona noreste de la localidad, en el Camino de Santiago que iba a la ermita que bajo la advocación del santo estaba en Candalija y hacia Benquerencia. Los expertos lo ubican cronológicamente entre el siglo XIII y mediados del siglo XIV. 

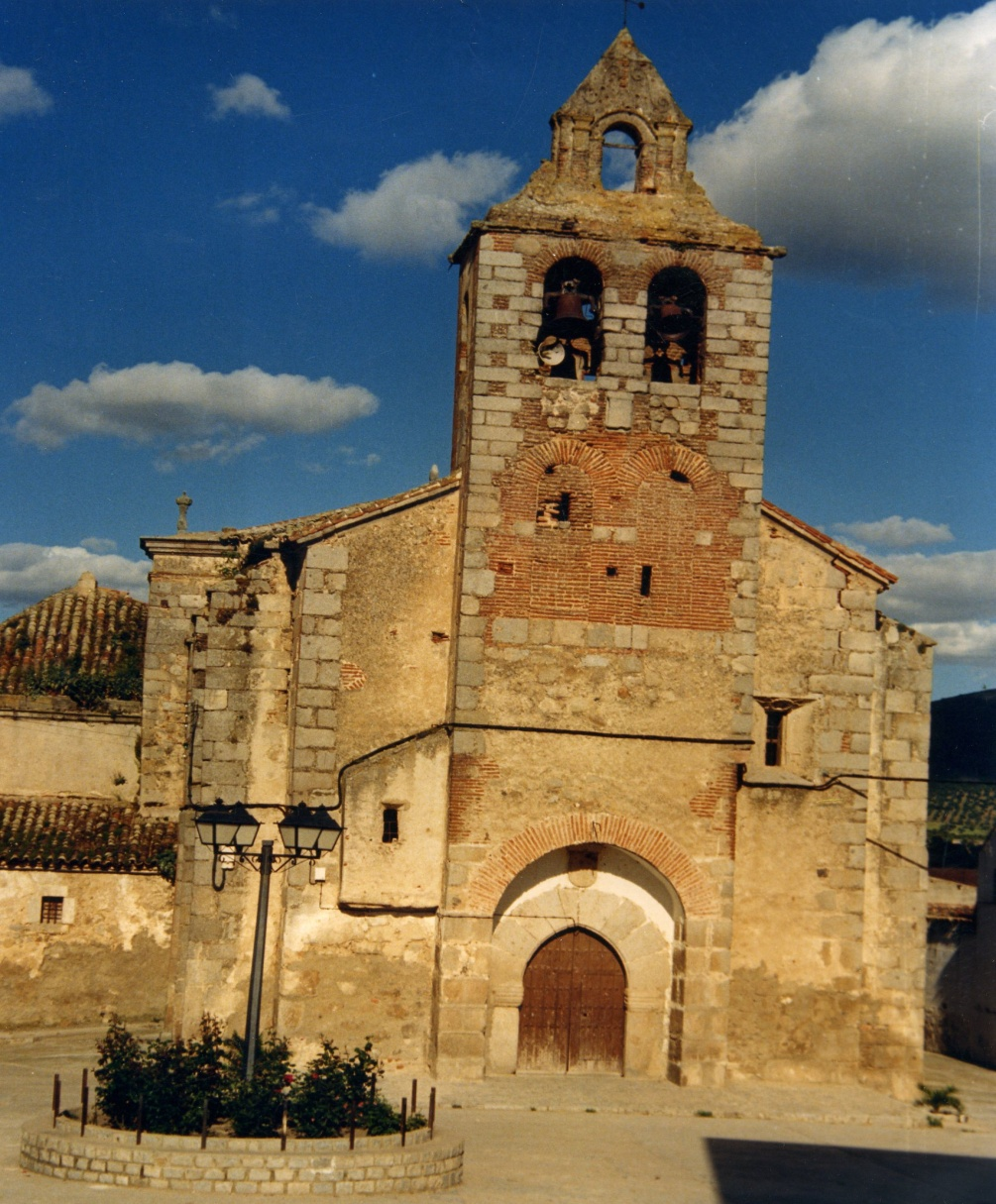
Puede observarse las improntas de las reconstrucciones y ampliación de la torre-fachada

Cuando en 1504 moría don Juan de Zúñiga ya ninguna de las poblaciones que constituían el partido de la Serena conservaba su ni su aspecto ni las pautas de vida que años atrás había conocido el maestre alcantarino al tomar posesión de su dignidad en 1475. Gracias a su mecenazgo, villas, lugares y aldeas de un territorio que desde hacía casi 250 años estaba en poder de la Orden Militar de Alcántara iniciaron el tránsito a los tiempos modernos. 
Aunque don Juan renunció al maestrazgo a favor de los Reyes Católicos en 1494, sin embargo se reservó para sí y por el tiempo de su vida, la administración de este partido con autoridad de abad y de maestre. 
Imbuido del modelo de príncipe renacentista, estableció una auténtica corte humanista de la que fue insigne enseña el gramático Elio Antonio de Nebrija. Si bien Zalamea y Villanueva se convirtieron en la morada del maestre, los demás núcleos poblacionales también se beneficiaron de las cuantiosas rentas de que disfrutaba don Juan y de sus ardientes deseos de emplearlas en edificar iglesias en honor y descargo de su alma. 
En la Serena se asistió a una febril actividad edificatoria de nueva planta y dotación de ornamentos, y no a reparos. Durante los diez años (1495-1504) que don Juan de Zúñiga tuvo en su poder la administración del partido de la Serena dedicó sus esfuerzos a construir templos y a ornarlos con retablos, financiando esta iniciativa con al venta de bienes muebles y raíces de las ermitas.
En este recorrido no podían faltar las huellas de don Juan de Zúñiga en la nueva iglesia parroquial de Esparragosa de la Serena. En la actualidad perduran encima de la puerta de poniente el escudo de armas de la familia Zúñiga y Pimentel, de otros escudos, sólo quedan testimonios escritos. Tal es el caso de dos escudos que habría en las basas del retablo del altar mayor que el maestre mandó hacer, y en la base de un cáliz de plata que donó a la iglesia.
Durante el siglo XVI no se hicieron obras de importancia en el templo, pues no hemos encontrado documentación que lo acredite. Sí sabemos que sería un siglo de esplendor, pero también de decrecimiento en lo que a los ornamentos se refiere. Las dotaciones que el Rey y don Juan hacen, no se acrecentarán hasta la segunda mitad del siguiente siglo. 
En el siglo XVII hay constancia de varias actuaciones de gran envergadura en el templo que prácticamente queda como lo podemos ver hoy en día aparte de la capilla que se concluiría un siglo posterior. 
El 13 de febrero de 1607, a instancia de los regidores de la villa, encabezados por el alcalde el capitán Diego Maldonado, declaran ante la comisión para la reedificación de la iglesia Diego y Francisco Martín, maestros de cantería, los cuales afirman que después de haber mirado la iglesia parroquial, y ver lo arruinada que está tiene necesidad de repararse. 
Las obras consistieron en derribar toda la corteza de la bóveda de crucería de la capilla y eliminar los arcos de crucería que tenía, realizar en la parte del mediodía y del norte unos arcos de cantería que hagan de descargo, y un cubrimiento de madera y tejas. La obra fue tasada en 24 000 reales. 
Después de realizar la obra la iglesia solicita ornamentos, libros y otros objetos, para celebrar el oficio divino con decencia, ya que todo lo que tenía era muy antiguo y estaba viejo. 
El siglo XVIII va a ser cuando se rematen obras que concluyan y den el aspecto actual al templo. Desde la dotación de nuevos ornamentos, para concluir con la elevación del campanario y la realización de la capilla del Nazareno a instancias de la familia Rodríguez Centeno y Chacón. 
La capilla lateral, que acoge el retablo tiene una datación más precisa, no solo por su estilo, al ubicarse en ella tres lápidas en las que se lee el año de su fundación, 1764. Literalmente y de izquierda a derecha pueden leerse en cada una de ellas: 

“Es de Doña Beatriz Núñez y Rodríguez, fundadora de esta Capilla. Año de 1764”
“Es de don Ambrosio Rodríguez Centeno y Chacón, Presbítero. Año de 1764, fundador de esta Capilla”
“Es de don Diego Rodríguez Centeno y Chacón, fundador de esta Capilla. Año de 1764”

Estas lápidas nos indican que es una capilla funeraria, destinada a cobijar los restos de sus fundadores, de iniciativa privada y con posible carácter votivo, según entonces era habitual. 
Tiene planta cuadrada con cruz griega al interior y con contrafuertes achaflanados al exterior. Cubierta con cúpula hemiesférica sobre pechinas entre arcos, al exterior se cubre a cuatro aguas. Como elementos decorativos destaca el gajeado radial de la cúpula, un florón en la clave y una cornisa de transición hacia las pechinas y arcos. Frente al altar se sitúan las tres lápidas referidas, en granito y grabadas con texto y heráldica, sobre los fundadores de la capilla. Hasta hace muy poco tiempo en las pechinas se veían restos de pintura mural, cubiertas por varias capas de cal, y que desgraciadamente en la reciente restauración arquitectónica han sido picadas. 
En el testero se sitúa el retablo y el muro derecho una ventana de granito da al exterior. En el lado izquierdo se abre una habitación cubierta con bóveda de arista, a la que se accede desde la capilla por una puerta con jambas y dintel de granito, aunque ahora se utiliza como trastero, debió de ser de uso ligado al de la capilla, a modo de sacristía. Suponiendo que la capilla estaría cerrada por cancela respecto a la iglesia, desde la que se accede a través de un arco de medio punto en granito desde el crucero. 

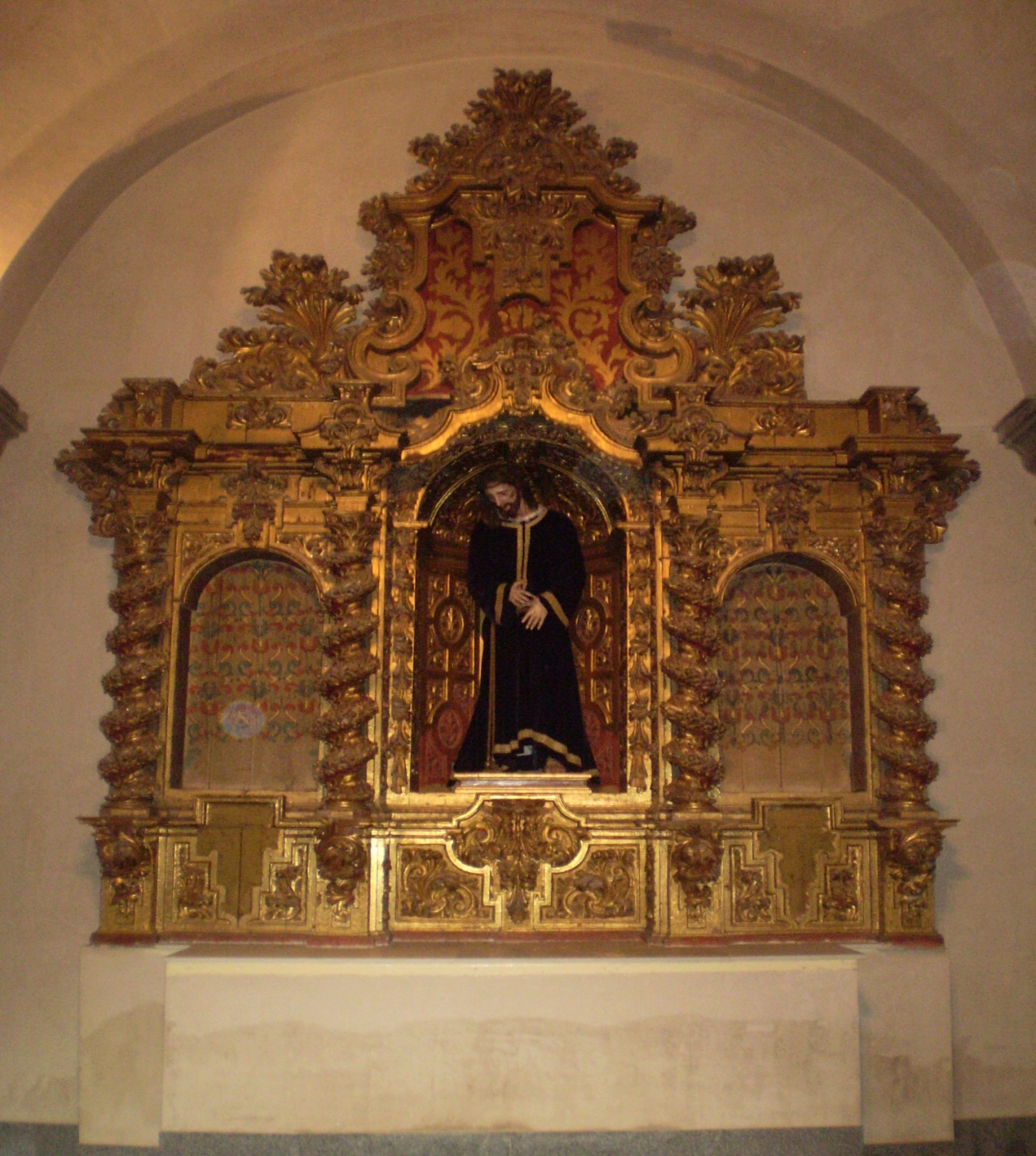
Diseño para albergar la imagen del Nazareno, y colocado en el frontal de la capilla para cobijar los restos de la Familia Rodríguez Centeno-Chacón

Recientemente todo el conjunto ha sufrido una importante restauración arquitectónica, terminada en enero de 1998, subvencionada y dirigida por la Junta de Extremadura. La intervención, acertada en algunos puntos como la remodelación de las cubiertas evitando peso y filtraciones, ha sido desafortunada en otros muchos como la no eliminación de los problemas de humedad de capilaridad o el arranque de los restos de pinturas murales tapadas por varias capas de cal en la capilla. 
Respecto al Retablo, desde el punto de vista estilístico se puede definir como retablo de columnas salomónicas, de planta recta, escultórico o de talla, y en el que todavía parece cobrar importancia la arquitectura, al menos en el cuerpo, recordando los retablos de arco triunfal tan importantes en el Renacimiento. Su estructura se organiza en banco, cuerpo único y ático, y es de factura dorada intercalando zonas pintadas y estofadas. El banco está decorado con netos ornamentados con cornucopias subientes, entre cuatro pilastras, que lo dividen y de las que salen cuatro ménsulas recurvadas. 
El cuerpo se divide en tres calles, la central más desarrollada, presenta hornacina de mayor altura y fondo ochavado, flanqueada por sendos festines en los que se asienta el arco apuntado. Sobresaliendo por encima de éste, se remata con un dosel drapeado, a modo de arco conopial invertido, sirviendo de transición al ático, en ausencia del entablamento interrumpido. Las calles laterales presentan hornacinas de menor tamaño, de fondo recto y decorado al temple, con detalles dorados directamente sobre la preparación de la madera. Sobre las hornacinas, rellenando el espacio netos ornamentados y subientes hasta la cornisa, y rellenando los arcos, enjuntas. Las calles las separan cuatro columnas salomónicas, apoyadas sobre las ménsulas del banco, están formadas por cinco espiras, que al modo de las de la catedral de Badajoz, no se decoran con hojas, tallos y racimos de vid, sino que se decoran profusamente con exuberante hojarasca y frutos, quedando entre estípites bandas policromadas en rojo. Las columnas se coronan en capitel corintio, y sobre estos, en la zona del entablamento, modillones. Sobre estos a modo de transición al ático en la zona del friso se sitúan los cimáceos y todo rematado por la cornisa. Tras las columnas, el plano frontal de los pilares, enmarcado aparece policromado al modo de los marmoleados.
El ático da toda su importancia a la decoración del amplio espacio central, abierto a modo de prolongación en coronamiento de la hornacina central, como en los tronos. Este espacio, se decora lujosamente con un estofado en rojo, destacando entre la talla dorada, y se completa en la parte superior con una cornucopia ornamentada subiente. Rematando el ático una decoración de abultados y cartilaginosos cogollos, lo invaden todo y le dan forma triangular. En las zonas de las calles laterales, siguiendo la arquitectura del cuerpo anterior, al ático comienza con un pequeño banco, con sus cuatro pilastras y dos netos, interrumpido también en al calle central. 
En cuanto a su iconografía, la imagen principal a la que está dedicado es la de Jesús Nazareno, una imagen de vestir de bastidor, del siglo XVIII, de buena policromía y destacando en sus rasgos la acentuación de sus ojos de vidrio como fuera de órbita, quizás por el dolor. 
Añadiremos que en su día albergó imágenes laterales de devoción personal de los fundadores, la imagen de San Antonio de Padua y San Diego de Alcalá, como queda recogido en el documento sobre erección de Vínculo y Patronato de la familia Rodríguez Centeno-Chacón, conservado en Legajo adjunto al Libro 0 de Bautismos de la parroquia. 
Además, en el inventario realizado en 1944 por motivo de la elaboración de la Causa General por el régimen franquista, para la depuración de responsabilidades políticas durante el período de 1931 a 1939, en la Pieza 11.ª relativa a la provincia de Badajoz, Expediente 24, folio 145, referente al Tesoro artístico, se hace mención de la destrucción de las dos imágenes citadas durante la contienda. También en dicho documento aparece la descripción del hallazgo del rostro y extremidades de Jesús Nazareno, aparecidos en mal estado y con indicios de haber sido maltratado.
Es probable que el encargo del retablo lo realizaran los fundadores del Vínculo y Patronato, en torno a la fecha de su constitución en 1764, formando con la capilla un bonito conjunto de época barroca. 
Sobre la realización y autoría de la capilla no tenemos ninguna información por el momento. Debemos remitirnos a la leyenda popular que contaban los mayores del pueblo desde tiempo inmemorial. Según se dice, tuvo que hacerse entrega de una fianza consistente en una piel de buey repleta de reales de vellón para poder abrir el muro y para el arreglo del resto de la iglesia sí sufría desperfectos. 
Unos treinta años antes de realizarse los dos primeros enterramientos, encontramos distintos documentos que hacen alusión a substanciales intervenciones constructivas y de reparos en el templo. Fueron medidas de más o menos estimación consistentes en la reconstrucción de la mayor parte del templo. Cómo máximos responsables aparecen citados Juan García Burdallo (Bordillo o Búrdalo), maestro de obras de Don Benito, y el de carpintería Juan Blázquez, vecino de Villanueva de la Serena. Las obras de arquitectura se remataron en 56.900 reales de vellón, recibiendo la primera de las pagas procedente de los caudales del Juzgado de Iglesias en enero de 1733, un total de 16 888 reales. A la Mesa Maestral correspondería el pago total de 50 666 reales, mientras que a la Encomienda del Septeno, como únicos interesados en los diezmos y primicias de la iglesia, 6233 reales. Las obras se finalizaron a lo largo de 1735, recibiendo sin embargo la última de las partidas el 16 de abril del año siguiente. 
Algún tiempo después, concretamente el 4 de mayo de 1742, en respuesta a un Mandamiento Real que ordena el reconocimiento de las iglesias de los territorios de Órdenes Militares, se firma un auto por el que se exige elaboración de informe pericial sobre el estado de la iglesia parroquial de Esparragosa de la Serena. Para tal memorial se solicita a Domingo González de Soto y Joseph García Toledano, maestros de albañilería y vecinos de Zalamea y Malpartida de la Serena respectivamente, así como al maestro carpintero Antonio Gallardo. Curiosamente estos peritos atestiguan necesidades diversas en el templo, tanto en lo relativo a labores de albañilería como de carpintería.
Dos días después del auto antecedente, data otro en el que se particulariza la urgencia de un nuevo retablo para la iglesia parroquial. Para la elaboración del informe de necesidades y diseño del proyecto, las autoridades recurren al entallador y dorador Andrés de la Peña, vecino de Fuenlabrada de los Montes. No tiene inconvenientes en presentar junto al conjunto de condiciones, un dibujo del retablo.

### Escudos y casas antiguas
Vamos a recorrer las calles de nuestro pueblo y vamos a ver una serie de escudos en las fachadas de algunas de nuestras casas. Estos escudos representan el apellido de algunas familias importantes que vivieron en el pueblo a lo largo de la historia. 
En relación con el estudio de los escudos de armas que se conservan en la Villa de Esparragosa, hay que decir que existen dos focos bien establecidos; uno es la iglesia parroquial de Santa María Magadalena, en donde se ubican tres laudas sepulcrales en la capilla del Nazareno y otra en la puerta de poniente de la fachada del templo; y dos, los que se encuentran distribuidos sobre por el casco urbano de la villa, colocadas sobre las que un día fueron las principales casas. 
Los escudos o emblemas que hay en la localidad responden a dos grupos principales: la mayoría de ellos, son del prototipo que los armeros denominan Heráldica familiar, por ser armas pertenecientes a personas o a linajes determinados, prácticamente todos, se engloban dentro de este grupo. La excepción la encontramos en los escudos o ejemplares de armas territoriales, que son aquellas con las que representa a las naciones, regiones, provincia o municipios. 

### Arquitectura tradicional
Es uno de los pueblos de la comarca que mejor ha sabido conservar las muestras de arquitectura popular, y por ello hoy en día las encontramos de diferentes tipologías:
En primer lugar, viviendas de los siglos XVI al XVIII, que presentan dos pisos de extensas fachadas con ventanas recercadas de granito. Como detalles decorativos cuentan con pomas, ajimeces para los casos más ricos, arcos conopiales en puertas y esquinas en chaflán. Estos detalles, son el escaso testimonio que el estilo gótico tardío dejó impreso en la arquitectura popular de la villa y la comarca.
En Esparragosa de la Serena, aún persisten numerosos ejemplos de casas solariegas de cierto interés para la arquitectura popular. Un ejemplo de mención por su buena factura y sobriedad constructiva, es la llamada Casa del Capitán. Sirviendo de esquina en un pequeño ensanche, nos sorprende una fachada con dos vanos en altura y un emblema heráldico en medio. La fábrica es de sillería granítica y piedra caliza en dos colores para el escudo; en blanco el campo, con cinco flores de lis y estrella, y la inscripción, y en rosado el yelmo. Los dos vanos y el escudo tienen recercos graníticos en una sola pieza. En el dintel del superior se graba otro emblema. Se completa la fachada con moldura en el vano inferior, ménsula sobre el escudo sobre la que se superpone el pequeño balcón con repisa, cornisa bajo el alero y una sencilla gárgola de piedra. 

#### Casa del Capitán

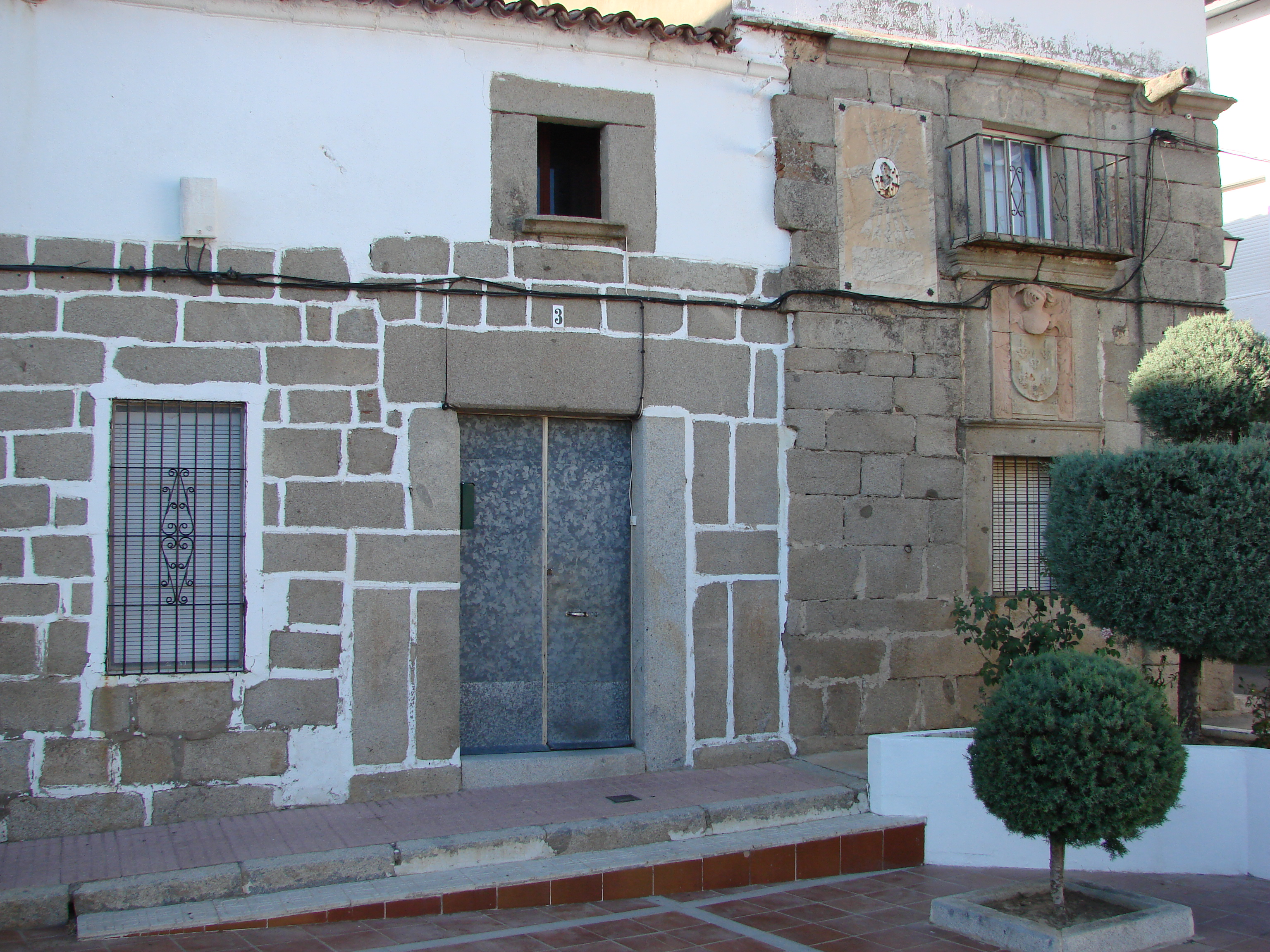
Mandada hacer por Diego Maldonado en 1604, Capitán de Infantería y Familiar de la Inquisición de Llerena

Sirviendo de esquina en un pequeño ensanche, nos sorprende una fachada con dos vanos en altura y un emblema heráldico en medio. La fábrica es de sillería granítica y piedra caliza en dos colores para el escudo; en blanco el campo, con cinco flores de lis y estrella, y la inscripción, y en rosado el yelmo. Los dos vanos y el escudo tienen recercos graníticos en una sola pieza. En el dintel del superior se graba otro emblema. Se completa la fachada con moldura en el vano inferior, ménsula sobre el escudo sobre la que se superpone el pequeño balcón con repisa, cornisa bajo el alero y una sencilla gárgola de piedra. 
Esta vivienda, mandada hacer por Diego Maldonado, capitán de Infantería y Familiar del Santo Oficio de la Inquisición, es una construcción de principios del siglo XVII y fue de colada entera con ancho paso central en torno al cual se distribuyeron las habitaciones. 
Otras casas típicas tanto de labradores como hidalgos las podemos encontrar en la calle Honda, Francisco Pizarro, Francisco Cañamero, Mártires, calle Erillas y plaza de Don Simón Gutiérrez, de la Constitución y de España, donde en muchas de ellas hay escudos heráldicos en su fachadas. 

#### Chozo de la Irene
Igualmente podemos contemplar chozos, bastante utilizados por los pastores y carboneros. Todavía puede contemplarse cercano a la localidad el denominado Chozo de la Irene. La población de Esparragosa de la Serena con gran tradición ganadera, ha sabido proteger y valorar tal edificación que hace que los vecinos actuales puedan disfrutar de los vestigios que dejaron nuestros antepasados.
Probablemente erigido en la época Moderna, responde a la tipología típica de los Chozos de pastores de la Baja Extremadura. Responde a un edificio de planta circular con vanos abiertos al este y oeste y puerta al norte. Corona su techumbre una bóveda realizada mediante la aproximación de hiladas y rematada por una cobertera de sedimento arenoso. Además cuenta en sus alrededores con todas las estructuras y edificaciones menores que complementan sus funciones ganaderas. Su simetría y conservación hace que sea el más bello de la población y de los pueblos limítrofes. 
Como otros ejemplos de arquitectura menor, encontramos; pozos y fuentes, como el pocillo, la fontanica, Fuente Teresa y Fuente Vieja, o manantiales como el Jerico; y abrevaderos como la Laguna y la Laguna de Tamayo; cruceros como la Cruz de Santiago, enclavada sobre el antiguo camino que iba a la ermita de Santiago de Candalija; o antiguas Eras para el tratamiento y procesamiento del grano. 

### Arquitectura industrial
Como vestigios materiales y testimonios históricos de los procesos productivos y tecnológicos encontramos algunas muestras en Esparragosa de la Serena. 

#### Molino del Guadalefra

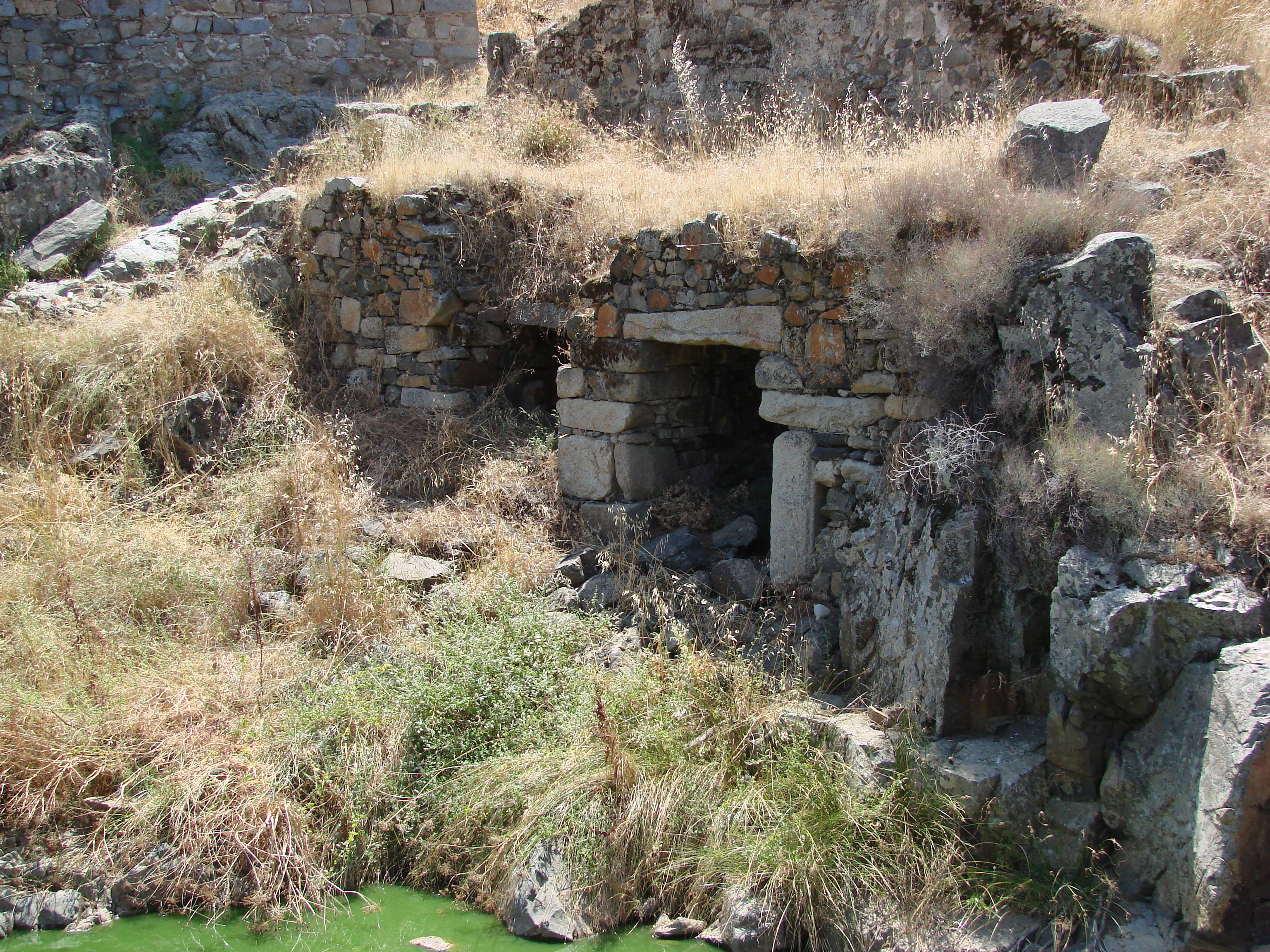
Desde el, y movido por la fuerza del agua, servía para moler el trigo

Por su antigüedad, ya que data del segundo tercio del siglo XIX, destaca el Molino del Guadalefra. Edificación de estructura muy elemental y levantada a base de mampostería de baja calidad con sillares graníticos en jambas, dinteles y esquinas, y cimentado sobre un lugar rocoso del río. Su planta fue rectangular, con puertas de acceso, y cubierta adintelada. Solamente se conservan dos piedras para triturar el grano. Se ha utilizado hasta mediados del siglo XX. 

#### Antigua Fábrica Electroharinera

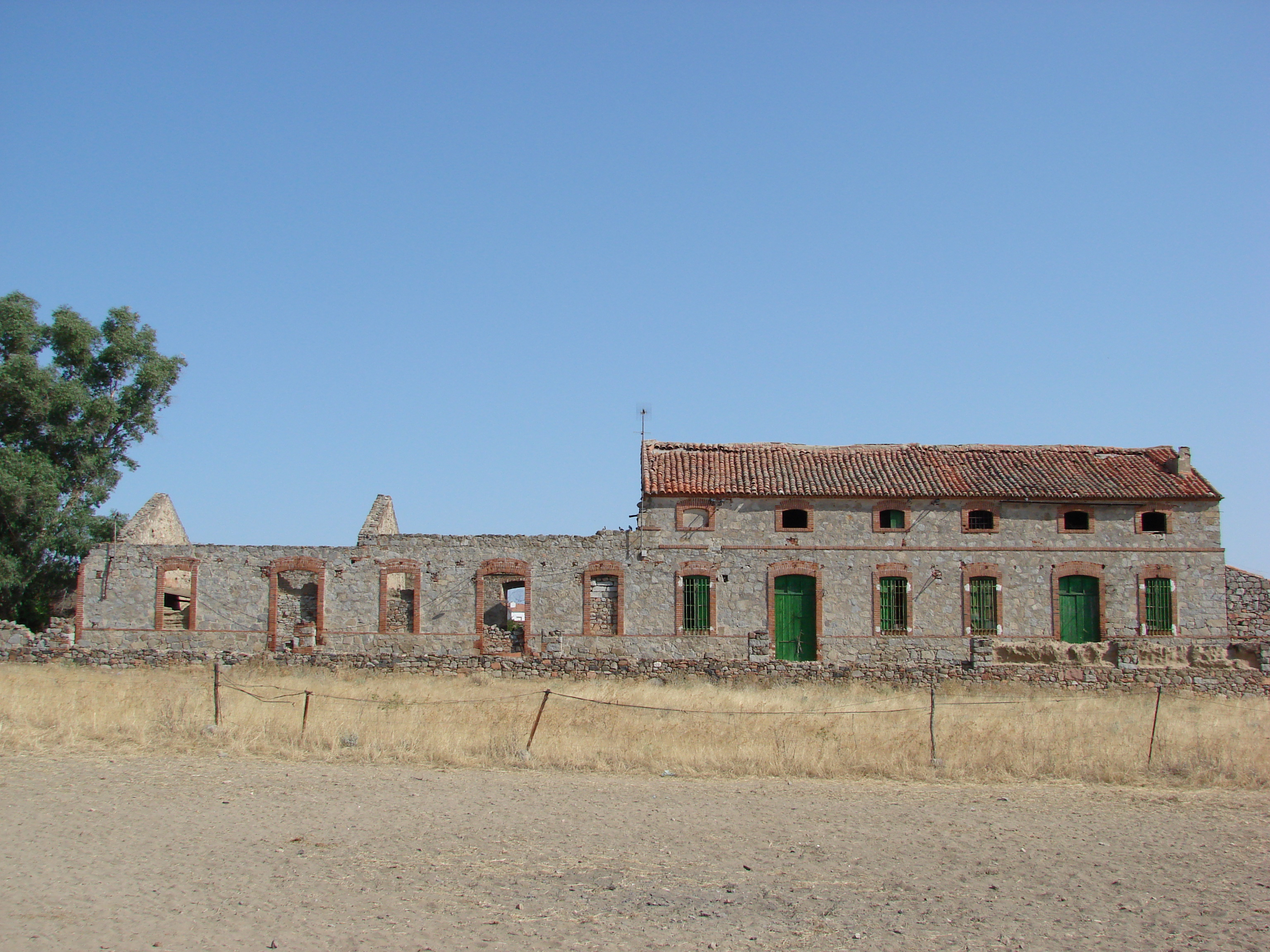
Construida a principios del, dotó de electricidad por primera vez al pueblo.

La antigua fábrica Electro-Harinera y Panificadora, conocida popularmente como la Fábrica o la Casa de Manolete, fue construida a finales del siglo XIX y es uno de los pocos ejemplos de Patrimonio Industrial de la Comarca. En su conjunto está edificada con ladrillo y con granito, con tejados a dos aguas, y albergó vivienda familiar, e industria. El edificio servía en otros tiempos para la producción de pan y harina aprovechando su infraestructura: leña y motores de aceite. Además, dotó por primera vez de energía eléctrica a la villa.

#### Cruz de Santiago

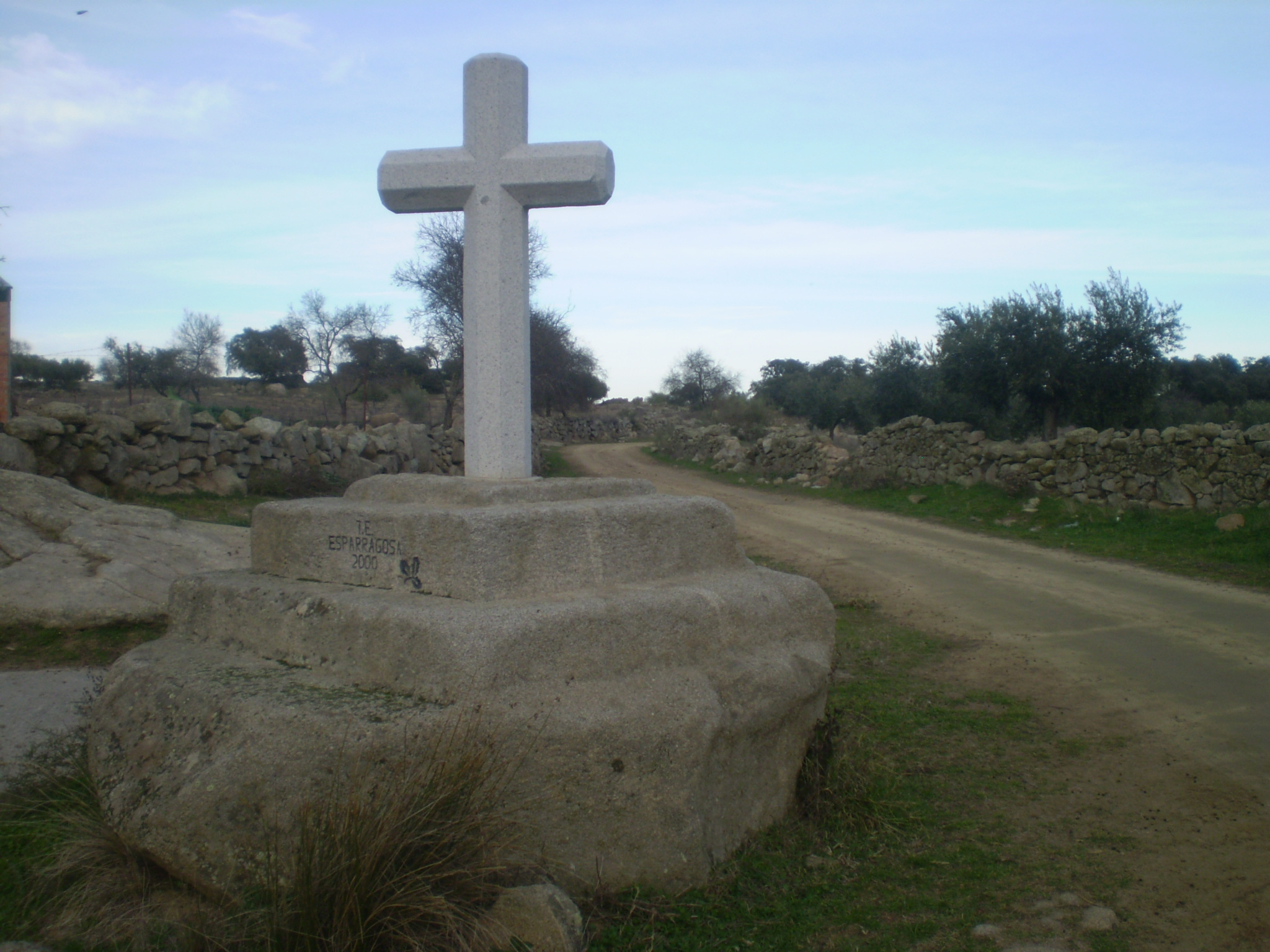
Enclavado a las afueras de la población marca el camino a la ermita de Santiago de Candalija

El Crucero es un elemento religioso característico situado en el Camino de Santiago. El símbolo de la Cruz, abierto a los vientos marca la ruta de los peregrinos. Desde que hace más de once siglos fuera descubierto el sepulcro del Apóstol en tierras de Compostela, la ciudad de Santiago, constituyó un foco de atracción para la Cristiandad. 
La devoción a Santiago Apóstol en nuestra zona tuvo que surgir según los expertos en el momento de la reconquista y repoblación de la Comarca en el siglo XII. Muy pronto se extendió la devoción del Apóstol Santiago, del Cristianismo, a la vez que se erigía como triunfo sobre el islam. 
En nuestro pueblo hay evidencias de que un ramal del Camino Mozárabe que venía desde Córdoba, discurría por el Camino de Sevilla o Real, Camino de la Peraleda, entraba en el pueblo por la calle Sevilla, actual plaza de la Constitución, calle Extremadura, plaza de España, y calle Honda hasta el arroyo Cagancha y el lugar donde se encuentra el crucero, para marchar hasta Castuera por el lugar de esta ruta. No obstante podemos encontrar elementos jacobeos en la ventana derecha de la fachada de la iglesia y en la antigua ermita de Santiago de Candalija. Además del Hospital para peregrinos hoy desaparecido.

## Fiestas
Las fiestas de Esparragosa de la Serena se dedican a su patrón, San Bartolomé. Se celebran a finales del mes de agosto, del 24 al 27. La Verbena Popular es en la plaza de España, en medio de la iglesia y el ayuntamiento.
Destacan especialmente los Carnavales. En Esparragosa se celebran los carnavales desde hace más de 100 años sin interrupción (a pesar de las prohibiciones en épocas posteriores a la guerra civil han llegado a ser los más famosos de la comarca, atrayendo así a muchos visitantes, lo más famoso de estas fechas eran las carreras de gallos que con el tiempo se han eliminado por respeto a los animales, ahora se siguen celebrando con el mismo éxito que hace unos años y atrayendo a más gente que antiguamente.
Esparragosa de la Serena antiguamente contaba con su propia orquesta llamados "Los Loras", orquesta que al cabo de sus años ha ido perdiendo a sus integrantes ya que algunos de estos han fallecido. 
Su gastronomía es muy variada, en la que se destacan: las migas con las sardinas y torrezno, el gazpacho extremeño, la caldereta, sus cocidos así como todos los productos elaborados con sus innumerables huertas familiares de la población. Del mismo modo son destacables los productos elaborados a partir de sus matanzas tradicionales, que año tras año proporcionan una importante reserva de chacinas y jamones de gran calidad.